# Seba saundersii
Seba saundersii is een vlokreeftensoort uit de familie van de Sebidae. De wetenschappelijke naam van de soort is voor het eerst geldig gepubliceerd in 1875 door Stebbing.